# Bellver (Viladasens)
Bellver és un mas fortificat a mig camí dels nuclis de Cervià de Ter i Viladasens (al Gironès) protegida com a bé cultural d'interès local.
És un edifici de planta rectangular, emmarcat per dues massisses torres de planta quadrada. El cos central té planta i pis i les torres tenen dos pisos. Està cobert de teula a doble vessant. Les obertures són allindades i adovellades. La porta principal és d'arc de mig punt adovellada. Conserva elements primitius, sobre tot a la façana est, amb components de factura gòtica.<
Les dues torres de defensa són d'origen medieval o de principis d'època moderna, però molt modificades per les reformes que han sofert al llarg del temps. Es tracta de dues torres possiblement obrades entre els segles XV i XVI que se situen en els extrems nord i sud d'un mas. Tant les torres com el mas han estat molt restaurats i s'ha modificat l'aspecte de les torres. Tant les torres com la casa presenten finestres de dintell i carreus, però amb dubte de si són originals. Les llindes de dues finestres porten dates dels segles xvi i xvii. Ambdues torres són de planta rectangular, aproximadament de 7 per 5 metres, i de dos pisos, la situada al nord lleugerament més alçada.